# Älvsbyn (gemeente)
Älvsbyn is een Zweedse gemeente in Norrbotten. De gemeente behoort tot de provincie Norrbottens län. Ze heeft een totale oppervlakte van 1809,8 km² en telde 8775 inwoners in 2004.

## Plaatsen

### Tätorter
| Nr | Plaats           | Inwoneraantal (2005) |
| -- | ---------------- | -------------------- |
| 1  | Älvsbyn (plaats) | 5 042                |
| 2  | Vidsel           | 569                  |
| 3  | Korsträsk        | 397                  |
| 4  | Vistträsk        | 258                  |

### Småorter
| Nr | Plaats          | Inwoneraantal 2005 |
| -- | --------------- | ------------------ |
| 1  | Bredsel         | 123                |
| 2  | Tvärån          | 108                |
| 3  | Pålsträsk       | 91                 |
| 4  | Övre Tväråsel   | 72                 |
| 5  | Nybyn (Älvsbyn) | 61                 |
| 6  | Övrebyn         | 53                 |
| 7  | Nystrand        | 50                 |

Arjeplog · Arvidsjaur · Boden · Gällivare · Haparanda · Jokkmokk · Kalix · Kiruna · Luleå · Pajala · Piteå · Älvbyn · Överkalix · Övertorneå
Bestuurscentrum: Älvsbyn
Tätort: Korsträsk · Vidsel · Vistträsk
Småort: Bredsel · Nybyn · Nystrand · Pålsträsk · Tvärån · Övrebyn · Övre Tväråsel
Overig: Arvidsträsk · Granträsk (Älvsbyn)